# سامنر (واشینگتن)
سامنر (به انگلیسی: Sumner) شهری در شهرستان پیرسی ایالت واشنگتن است که در سرشماری سال ۲۰۱۰ میلادی، ۹۴۵۱ نفر جمعیت داشته است.